# Ytbehandlingsmedel
Ytbehandlingsmedel  är en grupp av livsmedelstillsatser som används för att bilda en skyddande hinna eller öka glansen.

## Exempel
- E 901 Bivax
- E 902 Kandellillavax
- E 903 Karnaubavax
- E 904 Shellack
- E 905 Mikrokristallint vax
- E 912 Montansyraestrar
- E 914 Oxiderat polyetylenvax